# Hunsrück-Mosel-Radweg

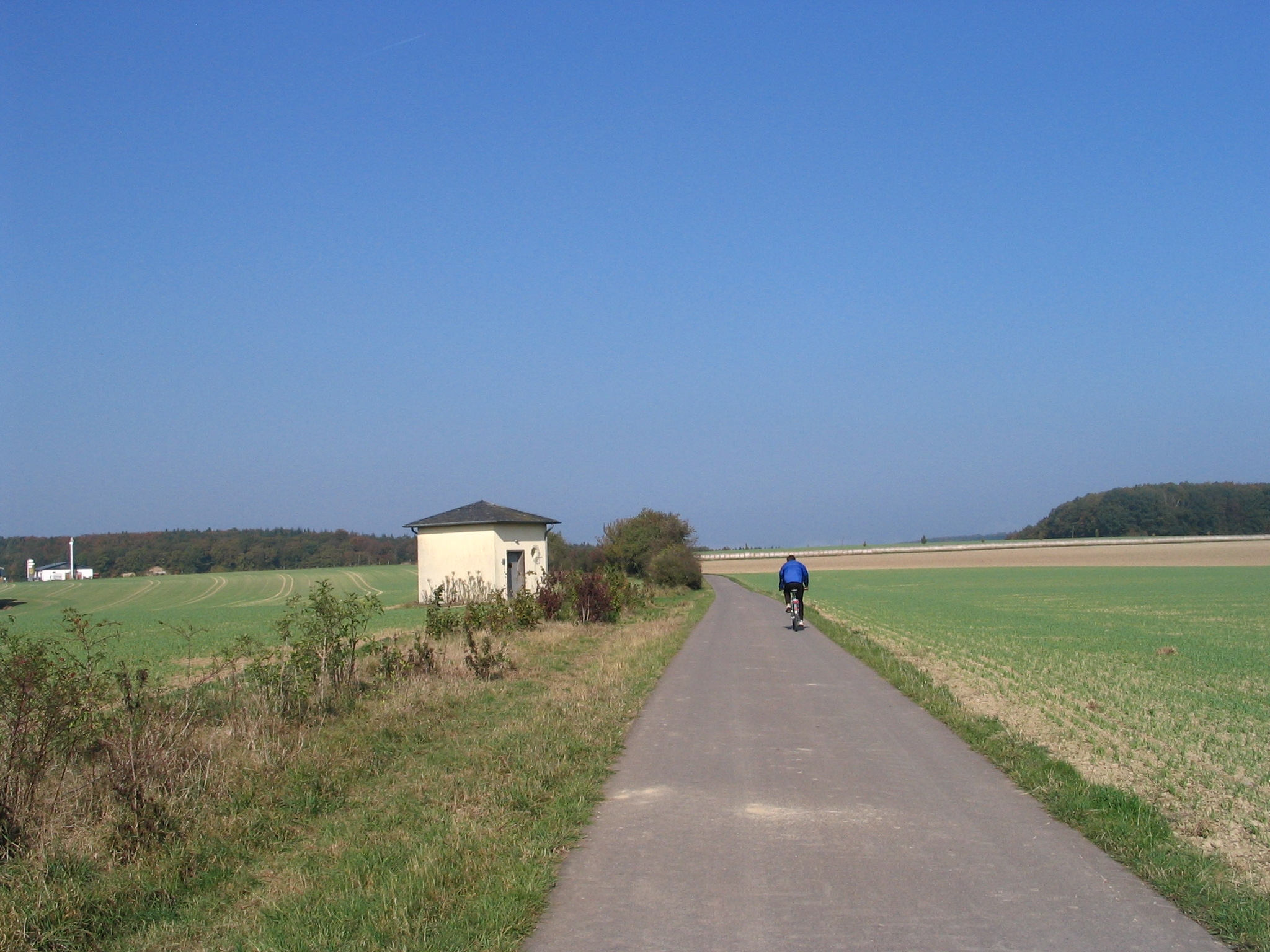
Radweg beim Petershäuser Hof, (Zilshausen)

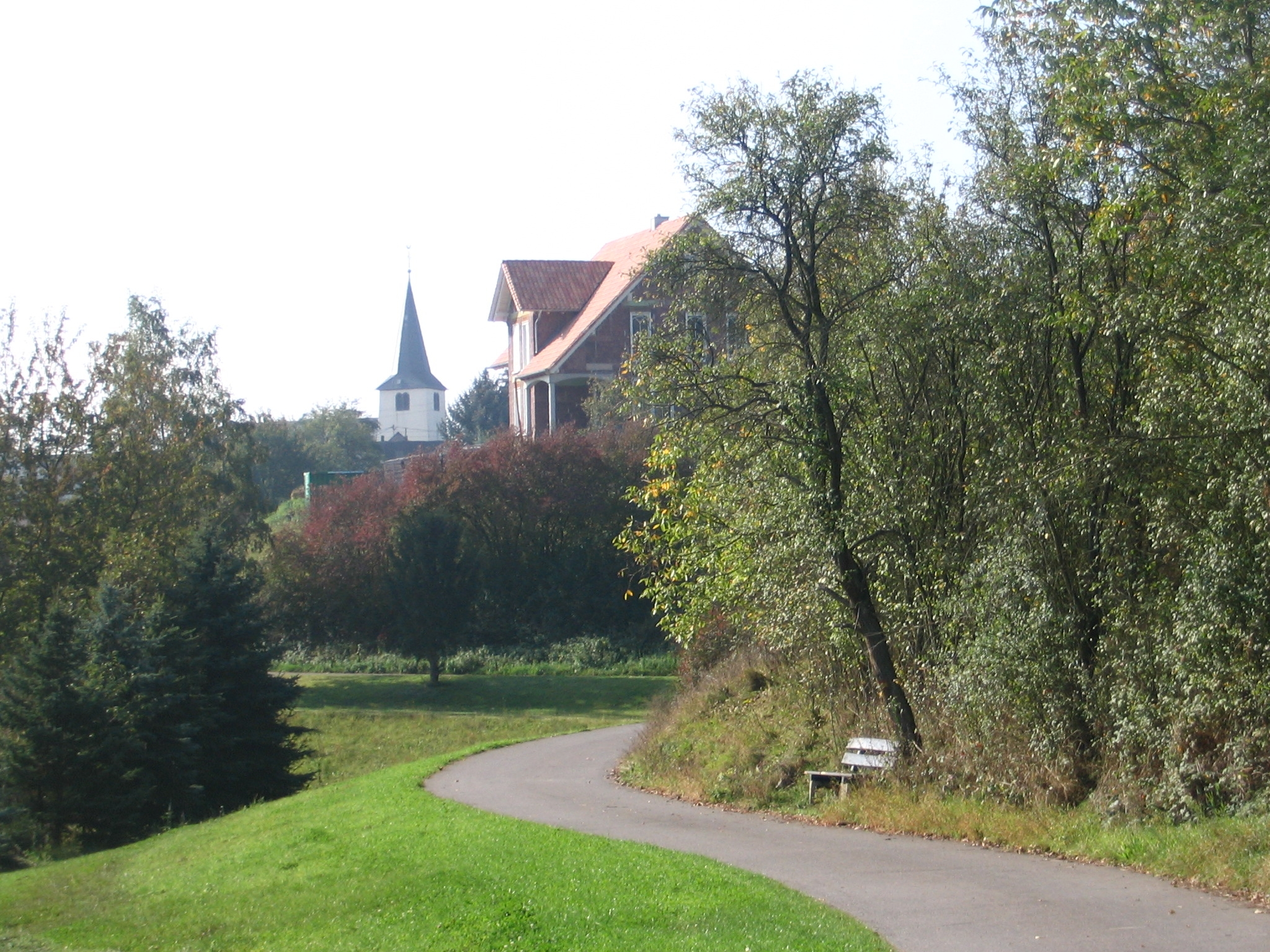
Radweg in der Ortslage von Lieg

Der Hunsrück-Mosel-Radweg ist ein 58 Kilometer langer Radweg im nördlichen Hunsrück, der den Ort Büchenbeuren im Hunsrück über die Stadt Kastellaun im Hunsrück mit Treis-Karden an der Mosel verbindet.
Er wurde 2006 fertiggestellt, gefördert wurde der Radweg über das europäische LEADER+ Programm.

## Geographie
Der Radweg führt durch Täler und über Hochplateaus im Hunsrück, es wird ein Höhenunterschied von ca. 730 m überwunden.

### Verlauf
Er verläuft zumeist auf befestigten Feld- und Waldwegen, teilweise auch über wenig befahrene Landstraßen.
- Büchenbeuren (Anschluss Hunsrück-Radweg: Saarburg ↔ Bacharach)
- Lautzenhausen
- Flughafen Frankfurt-Hahn
- Würrich
- Belg
- Rödelhausen
- Kludenbach
- Kappel (Hunsrück)
- Völkenroth
- Rothenbergerhof (Bell)
- Beller Bahnhof ↓
  - Parallelverlauf mit Schinderhannes-Radweg (Emmelshausen ↔ Simmern/Hunsrück)

- Kastellaun ↑
- Junkersmühle bei Uhler
- Dünnbachtal
- Mannebach
- Wechsel zwischen Dorweiler und Beltheim
- Sabershausen
- Zilshausen
- Lahr
- Lieg
- Lützbachtal
- Lütz
- Mosel
- Treis-Karden

### Anschluss-Radwege
- Schinderhannes-Radweg in Kastellaun
- Mosel-Radweg im Norden
- Hunsrück-Radweg in Büchenbeuren